# 伊格纳西奥·阿格拉蒙特

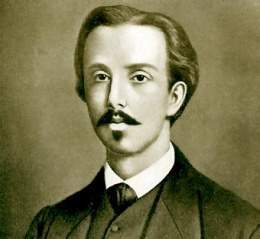
伊格纳西奥·阿格拉蒙特

伊格纳西奥·阿格拉蒙特·伊·洛伊纳斯（西班牙語：Ignacio Agramonte y Loynaz；1841年12月23日—1873年5月11日）是古巴的一位革命家，在十年战争（1868年—1878年）中发挥重要作用。

## 生平
他于1841年12月23日出生在普林西比港（今卡马圭），出身于一个拥有纳瓦拉血统的富裕家庭。他的父亲也叫伊格纳西奥·阿格拉蒙特，曾被西班牙王室任命为普林西比港市议会的顾问。伊格纳西奥·小阿格拉蒙特先后在巴塞罗那、马德里和哈瓦那的大学学习法律，并于1865年6月11日获得律师资格。
他返回普林西比港后，于1868年8月与一生挚爱阿玛利亚·西莫尼·伊·阿尔希拉戈斯结婚。她的家族财力远胜于阿格拉蒙特的家庭。
阿格拉蒙特身高6英尺2英寸（约188厘米），拥有棕色秀发、白皙肤色，是一位技艺精湛的骑手和击剑手。他留着整洁的胡须，而非许多画像中所描绘的那样浓密。
当1868年10月10日古巴对西班牙的独立战争爆发后，他于同年11月4日积极参与卡马圭地区的起义，并于11月11日正式加入战斗。他的妻子也加入斗争，但于1870年5月26日被俘，当时她正怀有第二个孩子。这个孩子后来在美国出生，从未见过父亲。
尽管阿格拉蒙特出身优越，与西班牙社会关系密切，但他却成为古巴中部最激进的革命领袖之一。在一次与其他希望与西班牙和解的领袖举行的会议上，阿格拉蒙特明确表达自己的立场：“立即停止所有游说、拖延和卑微的要求：古巴唯一的出路是通过武力从西班牙手中挣脱，实现自我救赎。”
1869年2月，他与安东尼奥·萨姆布拉纳被选为起义军“中部政府”的秘书。此后，他又被选为“武装古巴国会”的成员兼两位书记之一。同年2月26日，他是废除卡马圭地区奴隶制的五位签署人之一。被解放的奴隶中，身体强壮者被强制加入起义军，而不适合服役者则需继续为前奴隶主工作，奴隶主则获得一定补偿。阿格拉蒙特是1869年4月10日颁布的《瓜伊马罗宪法》的主要起草人之一，这是古巴起义军政府颁布的第一部宪法。
当年卡洛斯·曼努埃尔·德·塞斯佩德斯被选为总统后，阿格拉蒙特因政治分歧辞去国会中的秘书和部长职位。塞斯佩德斯主张总统集权，而阿格拉蒙特则坚持议会制。
随后，他被任命为古巴起义军卡马圭省军事区的陆军少将，组织骑兵部队。尽管缺乏正规军事训练，他展现出杰出的战略眼光，其部队成为西班牙军队的重大威胁。由于他在战斗中的勇猛以及对敌方的残酷，他被称为“青年玻利瓦尔”。
据报道，1871年10月26日，他处决6名自己部队中的成员，怀疑他们打算投降西班牙军。其中一人是一位士兵的妻子，阿格拉蒙特指控她企图劝说丈夫放弃战斗。
1871年10月8日，阿格拉蒙特完成他最令人称道的战功之一。他的指挥官胡里奥·桑吉利在拜访一处农庄时被120多名西班牙轻骑兵俘虏。阿格拉蒙特随即召集35名疲惫的士兵亲自带队突击，成功救出桑吉利并击溃敌军，打死11人，俘虏5人。1873年5月7日，他在奥林波的科卡尔带领一场马切特刀突击，对抗约100名西班牙士兵（指挥官为古巴出生的中校莱昂纳多·阿夫里尔），并击毙其中47人。
1873年5月11日，阿格拉蒙特在希马瓜尤战役中头部中弹阵亡。西班牙士兵拿走他的皮夹和文件。后来，当他们的上级意识到被杀之人是阿格拉蒙特后，回到现场将其遗体带回普林西比港，并在卡马圭将其尸体火化，以防其部队袭击城市夺回其遗骸。
美国志愿者、其骑兵部队指挥官亨利·里夫准将给他起绰号“埃尔·马约尔”（El Mayor，“少校”之意），意指他是所有古巴少将中最杰出的。阿格拉蒙特死后，马克西莫·戈梅斯接任卡马圭军事区的总司令。
阿格拉蒙特使用的是1851年型美国海军柯尔特左轮手枪，枪柄镶嵌象牙与黄金。他还使用多把马切特刀和军刀，去世时携带的是从一名西班牙上校那里缴获的军刀。他的大多数后代一直生活在卡马圭，直到1960年代初；古巴革命胜利后，他们大多流亡海外。